# Zapeć
Zapeć je pogranično naselje u Hrvatskoj u sastavu Grada Vrbovskog. Nalazi se u Primorsko-goranskoj županiji.

## Zemljopis
Nalaze se na obali rijeke Kupe, koja na tom mjestu čini luk, pa se Zapeć nalazi na poluotoku koji se pruža prema sjeveroistoku.
U Hrvatskoj se sjeverozapadno nalaze Blaževci, Štefanci i Radočaj, južno je Plemenitaš, jugoistočno je Zaumol.
Preko Kupe je Slovenija. Sjeverozapadno u Slovenji su Prelesje, Kovača Vas, Deskova Vas, sjeverno-sjeverozapadno je Stari Trg ob Kolpi, sjeverno su Sodevci, Močile, sjeveroistočno je Dečinska stena, jugoistočno su Dečina, Gorenji Radenci, Srednji Radenci i Dolenji Radenci.

## Stanovništvo
| broj stanovnika | 99    | 91    | 106   | 118   | 88    | 74    | 61    | 70    | 57    | 49    | 47    | 46    | 25    | 28    | 20    | 9     | 10    |
|                 | 1857. | 1869. | 1880. | 1890. | 1900. | 1910. | 1921. | 1931. | 1948. | 1953. | 1961. | 1971. | 1981. | 1991. | 2001. | 2011. | 2021. |